# Železniční trať Poříčany–Nymburk
Železniční trať Poříčany–Nymburk je jednokolejná elektrizovaná trať, část celostátní dráhy. Vede z Poříčan přes Sadskou a Nymburk město do Nymburka hl. n. V jízdním řádu pro cestující je uváděna pod označením 060 a je po ní vedena linka integrované dopravy S12.

## Historie

### Úsek Poříčany–Sadská
List povolení Františka Josefa I. byl udělen 21. srpna 1881 soukromé Rakouské společnosti státní dráhy (StEG) ke stavbě a užívání místní železnice z Poříčan do Sadské. Koncesionáři se zavázali, že ihned zahájí její výstavbu a že do konce roku 1882 na trati musí být zahájena pravidelná doprava. Provoz na trati byl zahájen v červenci roku 1882 a jejím vlastníkem a provozovatelem byla StEG.

### Úsek Sadská–Nymburk
Listina o koncesi ze dne 11. března 1883 byla vydána ke stavbě a provozování lokomotivní železnice, která měla být zřízena jako místní dráha o standardním rozchodu, ze stanice Sadská do Nymburka. Koncesionář se zavázal, že výstavbu povolené železnice zahájí ihned, přičemž pravidelný provoz měl na trati být zahájen nejpozději do konce roku 1883. Provoz na trati byl zahájen v srpnu 1883 a jejím vlastníkem a provozovatelem byla Rakouská společnost státní dráhy. V té době však trať byla v provozu jen v úseku Poříčany – Nymburk město; k jejímu protažení až do Nymburka hlavního nádraží došlo až roku 1896.

## Provoz na trati
| období jízdního řádu                                                                                         | číslo tratě a provozovaný úsek                    | počet vlaků                                                                           |
| --- | ------------------------------------------------- | ------------------------------------------------------------------------------------- |
| 1900 | 6 Poříčany–Nymburk (Jičín)                        | 2 Os + 1 Sm                                                                           |
| 1921 léto | 2 Praha – Poříčany – Nymburk místní nádr. – Jičín | 2 Os + 4 Sm Poříčany – Nymburk místní nádr.                                           |
| 1921 léto | 120 Nymburk – Nymburk místní nádr.                | 8 Sm                                                                                  |
| 1928/29 zima                                                                                                 | 134 Praha–Poříčany–Jičín                          | 3 Os + 4 N Poříčany – Nymburk místní nádr., 3 Os + 3 N Nymburk místní nádr. – Nymburk |
| 1937/38 zima                                                                                                 | 160 Praha–Poříčany–Jičín                          | 10 Os Poříčany – Nymburk místní nádr.                                                 |
| 1937/38 zima                                                                                                 | 149 Nymburk místní nádr. – Nymburk                | 8 Os                                                                                  |
| 1944/45 | 505c (Praha –) Poříčany – Jičín                   | 8 Os Poříčany – Nymburk místní nádr.                                                  |
| 1944/45 | 505d Nymburk místní nádr. – Nymburk               | 6 Os                                                                                  |
| 1945/46 | 4p (Praha –) Poříčany – Jičín                     | 8 Os Poříčany – Nymburk místní nádr.                                                  |
| 1945/46 | 4s Nymburk místní nádr. – Nymburk                 | 7 Os                                                                                  |
| 1959/60 | 6 (Praha –) Poříčany – Nymburk – Jičín            | 10 Os Poříčany – Nymburk místní nádr., 14 Os Nymburk místní nádr. – Nymburk           |
| 1988/89 | 060 (Praha –) Poříčany – Nymburk hl. n.           | 3 R + 11 Os                                                                           |
| 2002/03 | 060 Poříčany–Nymburk                              | 15 Os                                                                                 |
| 2012/13 | 060 Poříčany–Nymburk                              | 22 Os                                                                                 |
| Vysvětlivky R – rychlík, Sm – smíšený vlak, N – nákladní vlak s přepravou osob, Os – spěšný nebo osobní vlak |                                                   |                                                                                       |

## Současnost
Elektrizace trati napájecí soustavou 3 kV DC proběhla v roce 1961.
Pravidelné osobní vlaky na trati navazují v Poříčanech na linku S1 pražské integrované dopravy. Do začátku platnosti jízdního řádu 2011–2012 byly z trati 060 vedeny přímé vozy do Prahy Masarykovo n. – u některých vlaků probíhalo dělení souprav jedoucích z Prahy, složených z elektrických jednotek 471, na soupravu do Kolína a soupravu do Nymburka a v opačném směru jejich spojování.[zdroj?]
Zhruba od konce roku 2018 jsou s přestávkami přes tuto trať vedeny rychlíky R10 Praha – Hradec Králové (– Trutnov), kvůli stavebním pracím na trati v okolí Čelákovic. Vlaky této linky tak nestaví v Lysé nad Labem a Praze-Vysočanech, místo toho ale zastavují ve stanici Praha-Libeň.

## Navazující tratě

### Poříčany
- Trať 011 Kolín – Pečky – Poříčany – Praha Masarykovo nádraží / Praha hl. n.

### Nymburk město
- Trať 061 Nymburk město – Veleliby – Odbočka Obora – Odbočka Kamensko – Jičín

### Nymburk hlavní nádraží
- Trať 071 Nymburk hl. n. – Veleliby – Mladá Boleslav hl. n.
- Trať 231 Kolín – Velký Osek – Nymburk hl. n. – Lysá nad Labem – Čelákovice – Praha-Vysočany

## Stanice a zastávky

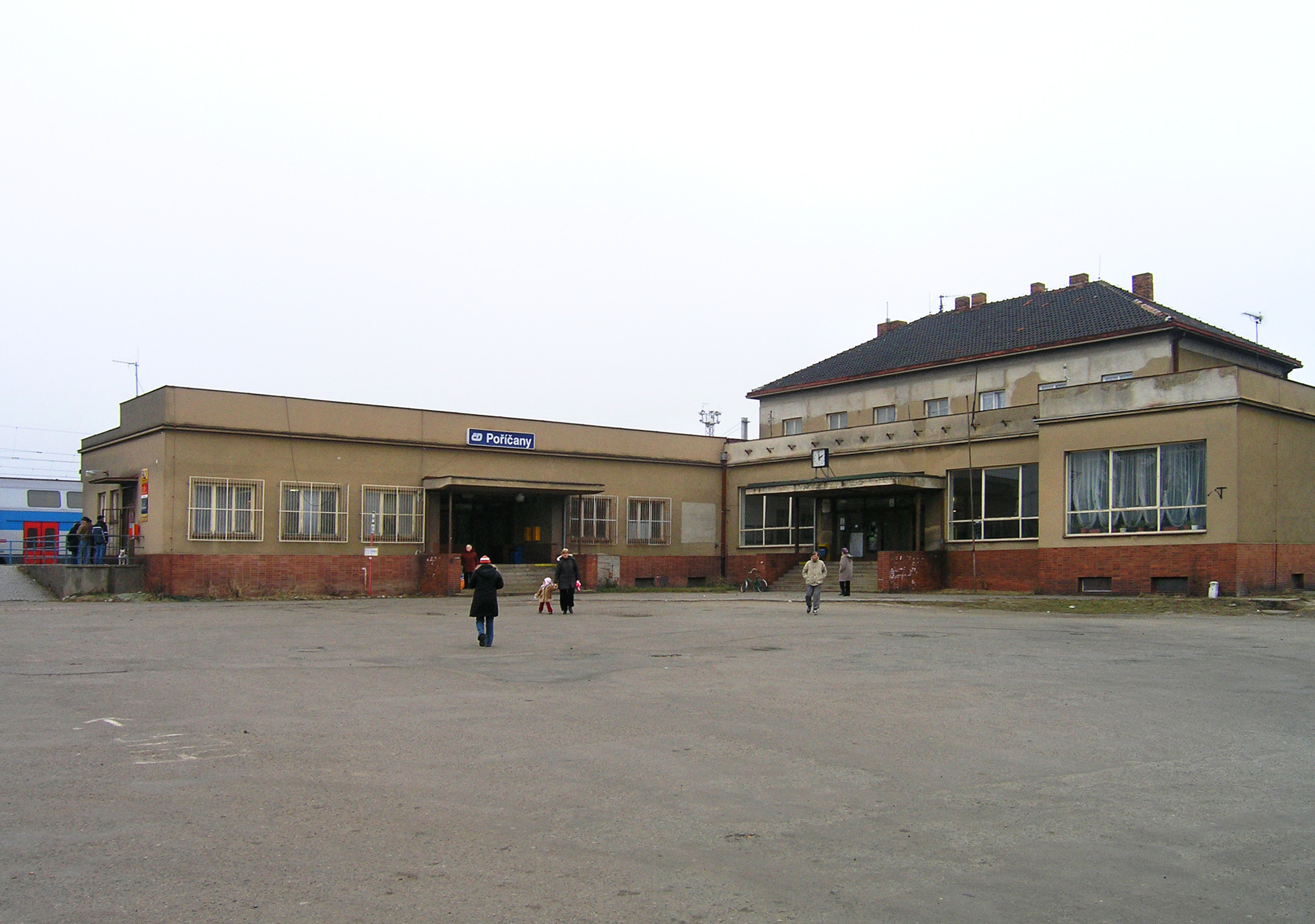
Poříčany
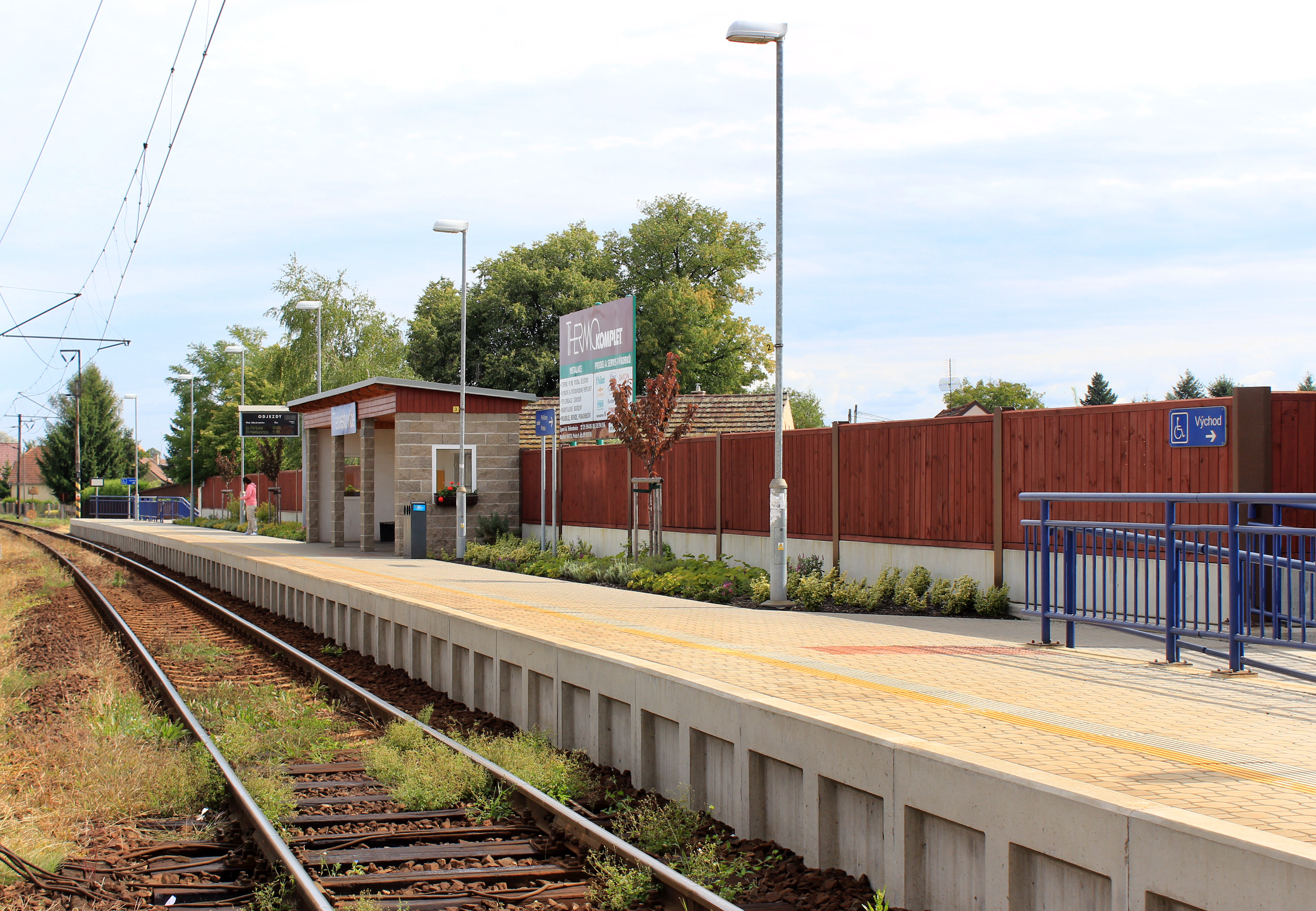
Třebestovice
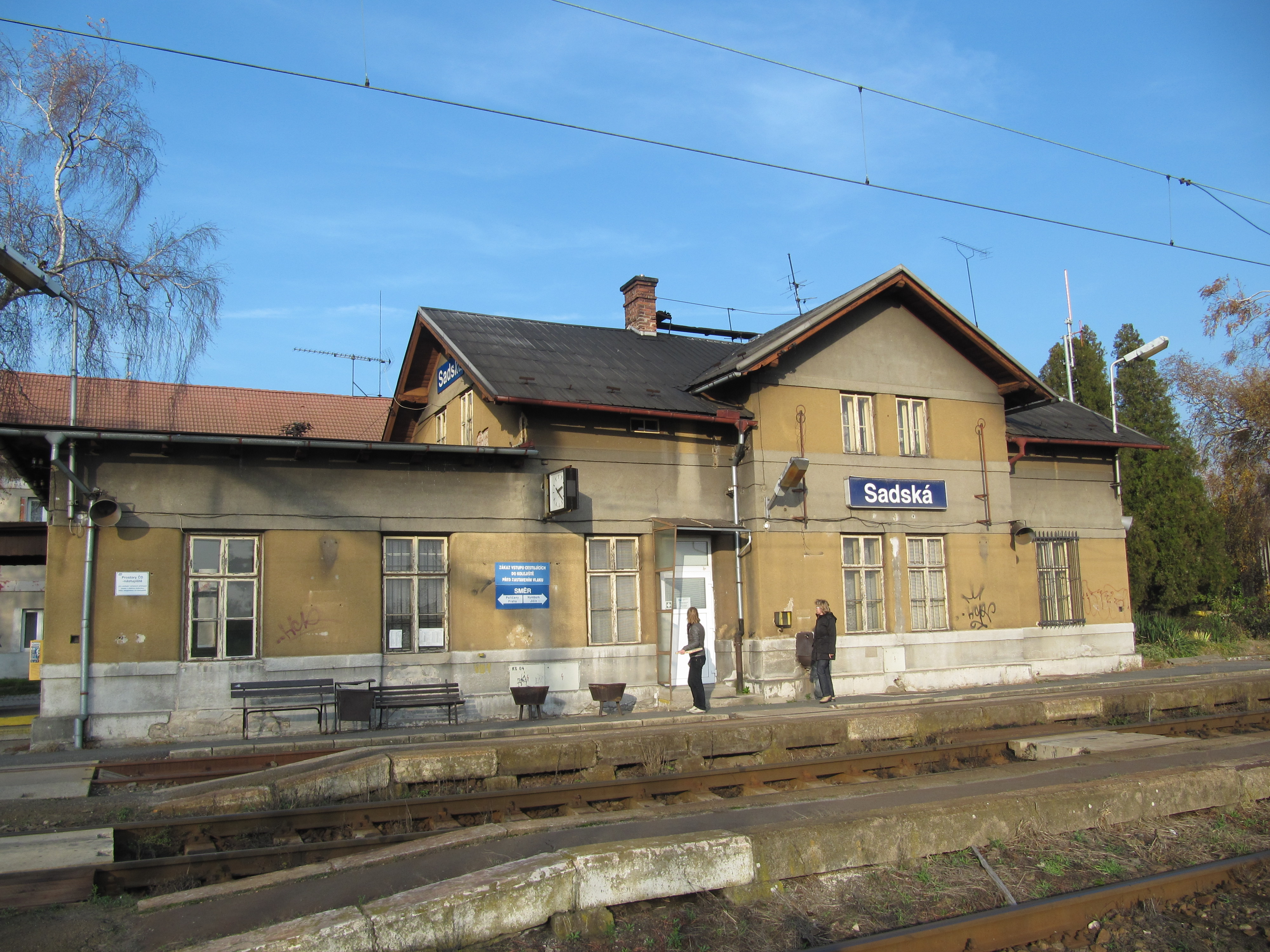
Sadská
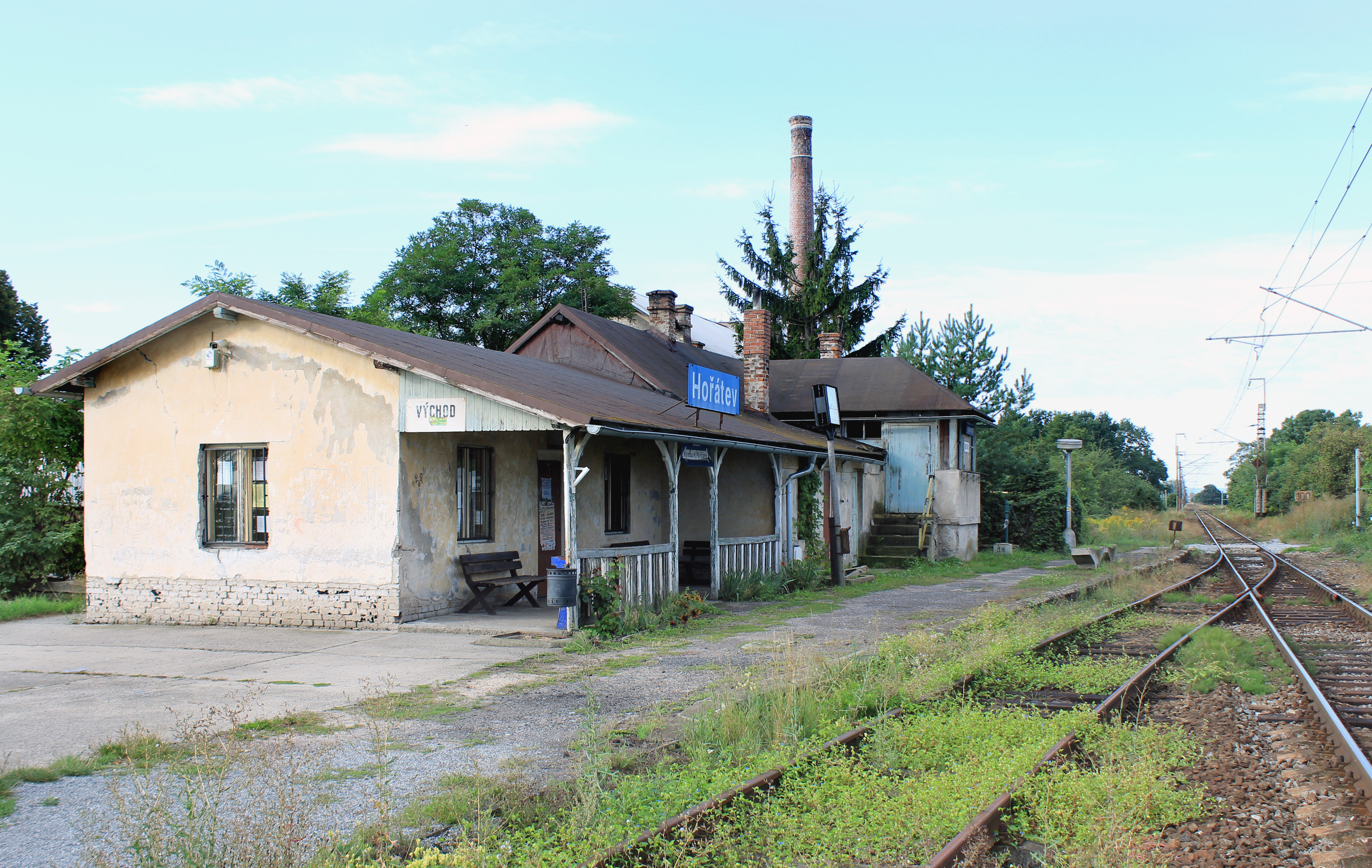
Hořátev
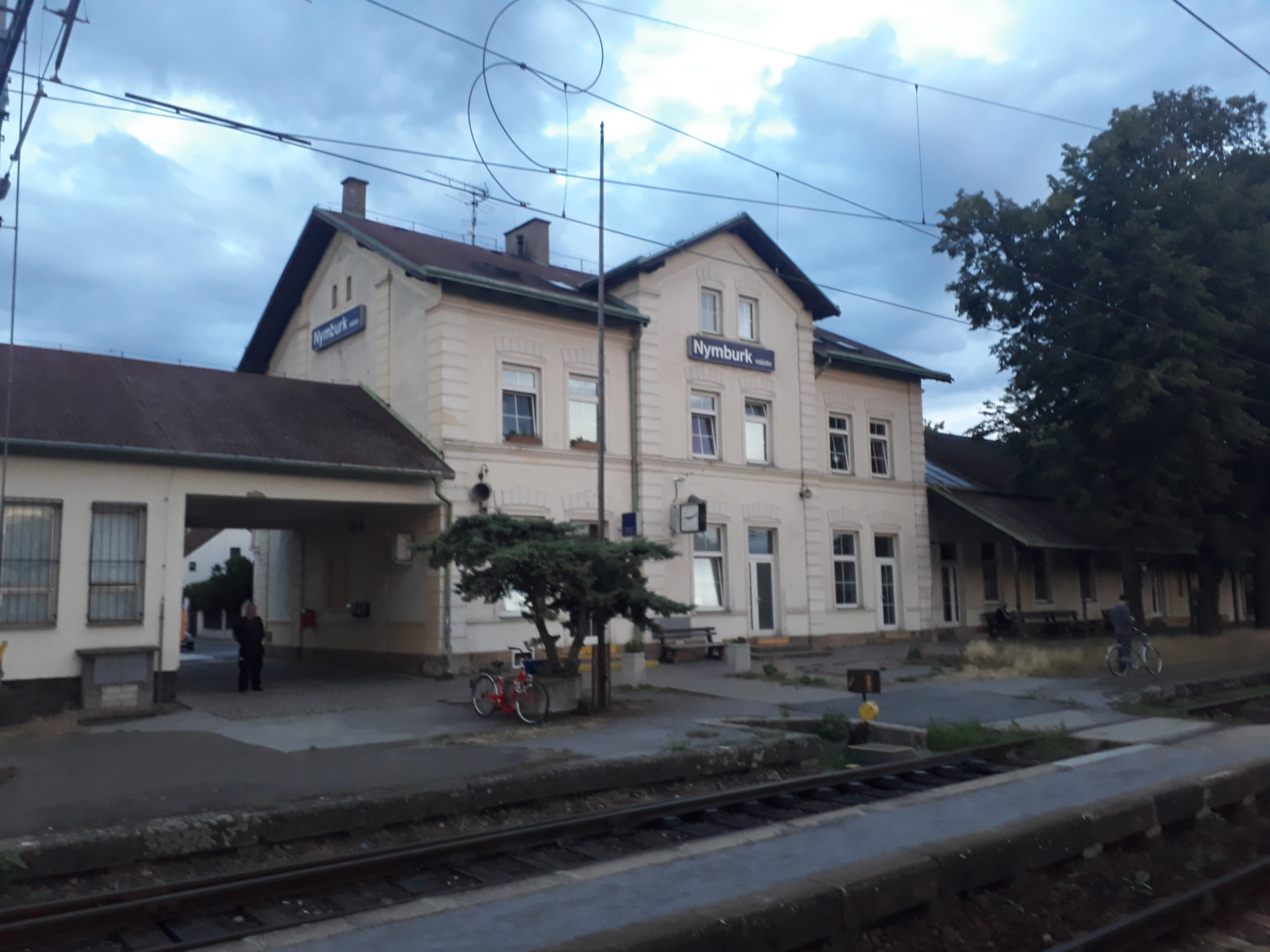
Nymburk město
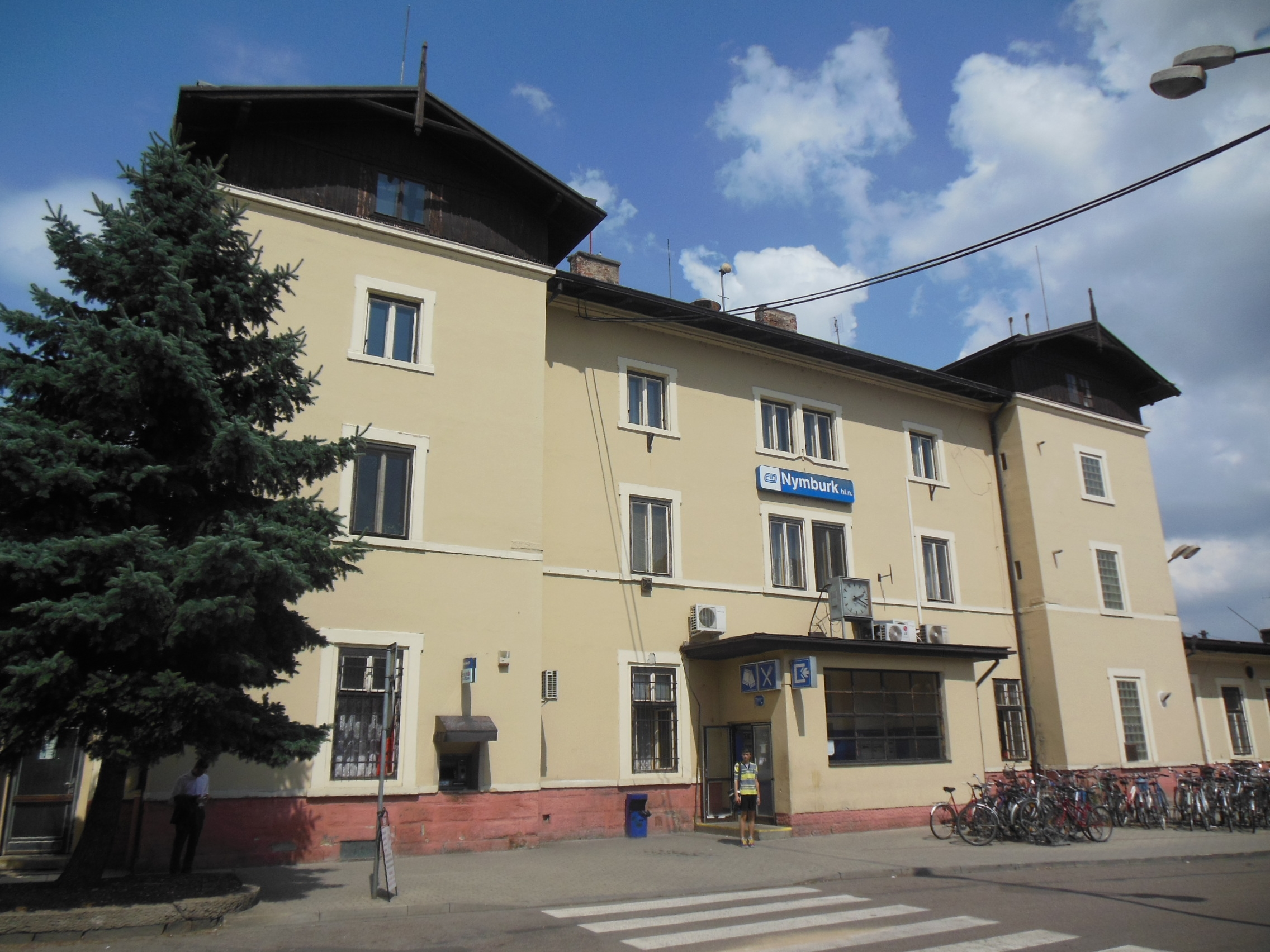
Nymburk hlavní nádraží